# パール (ポケットモンスターSPECIAL)
パールは、漫画『ポケットモンスターSPECIAL』に登場する架空の人物である。

## プロフィール
- 性別：男
- 誕生日：6月6日
- 星座：ふたご座
- 誕生石：パール
- 年齢：12歳（第7章・第8章）
- 血液型：B型
- 身長：157cm（第8章時点）
- 体重：45kg（第8章時点）
- 家族：父（クロツグ）
- 出身：シンオウ地方・フタバタウン
- 特技：ツッコミ、漫才・コントのネタづくり、ポケモンが出す技を見抜く
- 口癖：罰金100万円!・なんだってんだよー!
- 賞歴：新世代お笑いグランプリDaibaku Show 審査員特別賞
- 初登場：第338話 VSムックル
- 登場章：第7章・第8章・第13章
- 登場巻：30-40
- 持ち物：ポケモン図鑑（5代目）・オレンジのポケッチ・自転車・双眼鏡・タウンマップ
- 代名詞：志す者
- 人気投票：10位（2011年）

## 人物
第7章の主人公の1人。ゲーム版『ダイヤモンド・パール・プラチナ』のライバルがモデル。一人称は「オレ」。
保育園時代に幼馴染のダイヤと見た人気漫才コンビ"青空ピッピ・プリン"に憧れ、ダイヤとのコンビ「パール&ダイヤモンド」を結成し、プロの漫才師を目指している。漫才ではツッコミ担当で、「ツッコミはハート」という信条を持ち、日常的にも天然ボケのダイヤやプラチナの奇行によくツッコミを入れている。「罰金100万円!」・「なんだってんだよー!」が口癖。
性格はやや短気かつせっかちで、とにかくじっとしていられない。また、一度これだと思いこんだら突っ走ってしまう性格なため、早トチリも多い。しかし「ひとつ貫きたい意志」に弱く、何だかんだ言ってお人好しで世話好きな一面もある。ダイヤ曰く極めて「意志」が硬い（究極の硬度）。一方で良くも悪くもダイヤやプラチナと比べて感性が一般的なため、慌てた結果仲間と逸れる、目の前で人が消滅して震えが止まらなくなる（これに関してはダイヤが精神的に強すぎたのもあるが）、アカギの実力を目の当たりにして即座に諦めて逃げようとするといった精神的に脆い一面も見られた。しかし旅を続ける中で精神的にも大幅に成長し、後半では自身も強い意志を貫くようになっている。
「フロンティアブレーン」のタワータイクーン・クロツグの息子であり、父の影響から、ポケモンの構え方を見ただけで出そうとしている技が予測できる。また、クロツグの事は「父ちゃん」と呼んでいるが、本人の前では「ダディ」と呼ばさせられている。
プラチナのことは「お嬢さん」と呼んでいる。当初は旅のツアーガイドと思い込み、真実を知るまでは反発する事もあったが、世間知らずなプラチナにあえて厳しく接したり、ジム戦の特訓に付き合うようになる。本来のボディーガードであるパカ&ウージが消えた後は、彼らに代わってプラチナのボディーガードになると決める。
着ているシャツは半袖とも長袖ともなる優れ物（半袖はゲーム版『ダイヤモンド・パール』、長袖のスタイルは『プラチナ』の衣装をモデルとしている）ではあるが、暖かくすると眠気が来やすい体質である為、多少寒くても半袖にしている。また、彼のオレンジ色のポケッチは、ナナカマド博士がポケッチの会社社長に特注品として作らせた物である。
手持ちのポケモンはスピードとパワーに優れたポケモンが多く、ポケモン同士の連携も合わせた短期決戦を得意としている。反面防御力は高くないがパールの持つ「相手のポケモンの出す技が分かる」能力で対応することで補っている。技以外にも瞬時に相手の動きや特徴を見抜く高い観察眼も持っている。一方で長期戦には弱い。

## 劇中での活躍
第7章（ダイヤモンド・パール編）
新世代お笑いグランプリ「Daibaku Show」に参加する。ダイヤのミスで大失敗したものの、ダイヤと共に「審査員特別賞」を受賞し、副賞の入った封筒をもらう。しかし、コトブキシティ付近でナナカマド博士やベルリッツ氏とぶつかって封筒と護衛依頼書が入れ替り、3人で旅をする事になる。それ以降はツアーガイドと勘違いして3人で旅を続けながらもプラチナのジム戦などに協力していた。
トバリシティにてギンガ団との交戦中に本来の護衛であるパカ&ウージと合流、共闘しながらプラチナの正体を知るが、直後に2人が消滅してしまう。予想外の事実に混乱し更には真実を知りながらも隠していたダイヤにも詰め寄るが彼の本心を聞いて2人の分もボディガードになることを決意した。
カンナギタウンではアカギの襲撃を受け、彼の行動からあくまで目的は遺跡の調査であり自分達と戦うつもりがないことを即座に察して、高過ぎる実力からプラチナ達と共に逃げ出す。しかし自身の指示を聞かずにダイヤが残ってアカギを止めようとしてしまい、怪我を負ったダイヤの無茶な行動を叱るものの、彼の今までの自身への不満と強い意志を聞かされたことで共にアカギに立ち向かうが一蹴される。その後はダイヤと少し気まずくなるもお笑いを通して和解する。
ミオシティで、自分達の素姓がばれたことでプラチナを悲しませてしまい、本来の持ち物ではなかったポケモン図鑑とポケッチも返そうとしたが、プラチナから改めて旅の同行を依頼され、図鑑も正式に託される。その後相談した結果、ギンガ団からアグノムを救う為に一時ダイヤ達と別れ、リッシ湖に向かう。その道中でいち早くギンガ爆弾の存在やギンガ団のアジトなどの真相に辿り着く。リッシ湖に着くと以前にアグノムを見ていたことから小島に向かうが、湖が爆破され干上がった上にギンガ団幹部・サターンに敗れ、アグノムを捕獲されてしまう。その後、倒れていたところをジムリーダー・マキシと遭遇し助けられる。マキシに弟子入りを志願し、ポケモンを6匹揃えて一晩稽古をつけてもらった。
ダイヤの母・アヤコから、ダイヤがギンガ団アジトに侵入した事を聞き、自身もギンガトバリビルに侵入。合流したダイヤ・プラチナと協力し、ポケモン図鑑を差し出す替わりに捕らわれた3匹を解放。その後、ギンガ団の最後の作戦を阻止する為にやりの柱に向かい、ジムリーダー達やチャンピオン・シロナの協力を得て、ギンガ団BOSS・アカギの野望を阻止した。
第8章（プラチナ編）
やりの柱での戦い後、ダイヤとともにプルートから奪ったメモに書かれた伝説のポケモンの調査に出発。森の洋館でロトムと遭遇後、ハクタイシティに出現したギラティナに襲撃され、ギラティナの攻撃から自分を庇ってダイヤが「やぶれた世界」に飛ばされてしまう（肉体が飛ばされるのにタイムラグがあったために動かなくなっていたため死亡したと思われていた）。その後はダイヤを笑ったプルートを追い払った。
プラチナとダイヤを追い、やぶれた世界に侵入後、父・クロツグやダイヤ、そして行方不明となっていたパカ&ウージと再会。更に以前助けたアグノム達も現れ、恩返しに手放した図鑑を返される。その後は、ダイヤ達と協力し、伝説のポケモンを操るプルートを追い詰め、事件を解決した。
第13章（オメガルビー・アルファサファイア編）
隕石衝突の危機の中、その事実をクロツグから知らされずにダイヤと漫才の稽古をしていた。ダイヤ同様ハッキリとは登場していない。

## 所有ポケモン
手持ちは、第8章（第441話現在）時のメンバー。名前パターンは種族名の一部＋ヒコ。すばやさが高いポケモンが多い。

### 手持ちポケモン
サルヒコ
- ヒコザル♂→モウカザル♂→ゴウカザル♂ Lv.65
- 特性：もうか 性格：やんちゃ 個性：かけっこがすき
- 技："インファイト"・"オーバーヒート"・"かえんぐるま"・"きあいパンチ"・"ひのこ"・"フレアドライブ"・"マッハパンチ"・"みだれひっかき"
- 初登場：第338話 VSムックル

ナナカマド博士がパカ&ウージに渡す予定だった。素早い崖登りが得意で、スピードを重視するパールと気が合う。
"ひのこ"を利用したピッキングを得意とし、プラチナのジム戦の特訓に付き合った事で鍛えに繋がり、ハクタイシティでモウカザルに進化。尻尾の炎の火力を爆発的に上げることでジェット噴射ができるようになった。軽業のような動きが得意ではあるが、繰りだす炎はノーコンである。トバリシティでゴウカザルに進化してからは、より強力になったかくとう技や、口からのジェット噴射を使う。
リッシ湖でのサターン戦で、カイリキーの集団からアグノムを手放させるため大技を使い続けるも盲点を付かれてオクタンに敗れる。
ペラヒコ
- ペラップ♂ Lv.50
- 特性：ちどりあし 性格：せっかち 個性：すこしおちょうしもの
- 技："オウムがえし"・"おしゃべり"・"ついばむ"・"つばめがえし"・"みだれづき"
- 初登場：第338話 VSムックル

最初から連れていた1匹。パールをはじめ、周りの人々の言葉を覚えて真似する。パールの腕をつかんで空を飛ぶ事もできる。
トラヒコ
- ルクシオ♂→レントラー♂ Lv.60
- 特性：いかく 性格：ゆうかん 個性：ぬけめがない
- 技："でんげきは"・"ほうでん"
- 初登場：第340話 VSルクシオ

203番道路で出会う。足のツメが欠けていた為に気持ちを伝える事ができずコリンク・ルクシオの群れから仲間外れにされ、仲間として認めてもらう為にプラチナを攫ってパール達に挑む。図鑑によりパールがツメの事に気付き、コリンク達にツッコミを入れて仲間外れを止めさせ、群れに戻る事ができた。この一件により、パール達一行には深い恩義を持っている。
その後レントラーに進化し、コリンク達のリーダーとなって群れを引く。テンガン山内部の洞窟で岩に仲間を生き埋めにされた所を、同じく生き埋めとなっていたパール・プラチナを助けようとしていたダイヤと再会し、進化して得た透視能力で仲間と共に救出した。
その後リッシ湖に向かっていたパールに再会。タタラ製鉄所の所長を救出するのに同行し、溶鉱炉に落ちかけたパールを命懸けで助け出し、直後のヘルガーとの戦闘を経て、パールに着いて行くと決め群れを離れた。
ゼルヒコ
- ブイゼル♂ Lv.53
- 特性：すいすい 性格：いじっぱり 個性：あばれることがすき
- 初登場：第401話 VSブイゼルI

マキシの稽古で初めに捕獲。パールは最初、進化系であるフローゼルを捕まえようとしていたが、マキシの薦めでブイゼルから育てる事を目指した。また捕獲した時は、同じくブイゼルを所持していたウージの事を思い浮かべていた。
元々はリッシ湖近辺に生息していたが、ギンガ爆弾により住処を追われ、213番道路を徘徊していた。住処を荒された激しい怒りを抱いており、自身の敵となる者には容赦なく牙をむく。この為、未だパールにも完全には懐いていない。尻尾を振り回す事で、強烈な風を起こせる。
やりの柱での戦いでは、ディグヒコ・タロヒコと共に練習した連携攻撃でディアルガ・パルキアにダメージを与える活躍をする。
ディグヒコ
- ディグダ♂ Lv.48
- 特性：すながくれ 性格：てれや 個性：にげるのがはやい
- 技："じしん"
- 初登場：第403話 vsベトベター

稽古の時に捕獲。ギンガ団との戦闘で相手を翻弄させ、やりの柱での戦いではディアルガ・パルキアの足場を崩した。
タロヒコ
- ケンタロス♂ Lv.58
- 特性：いかりのつぼ 性格：ようき 個性：うたれづよい
- 初登場：第403話 VSベトベター

稽古の時に捕獲。ギンガ団との戦闘で一部のベトベターを除く相手を一度に撃退したり、ギンガトバリビルや忘れ物保管庫の扉を突き破る活躍もしている。

### 一時手持ち
るー（ダイヤ）
- ドダイトス♂

りー（ダイヤ）
- ベロベルト♂

フワライド♀（メリッサ）
- 特性：ゆうばく

元はヨスガシティからミオシティに行く時に借り、ダイヤが預かっていた。るー・りーと共にパールの元へ届けられる。